# Жоффруа (граф Ангулема)
Жоффруа (фр. Geoffroy d’Angoulême; ум. в декабре 1048) — граф Ангулема (с 1032 года). Сын Гильома IV.
Родился ок. 995 года.
После смерти отца (1028) поссорился из-за наследства с братом — Альдуином II — и начал против него военные действия. Воспользовавшись этим, феодалы Сентонжа отказались принести вассальную присягу и объявили своим сюзереном герцога аквитанского.
Помирившись с братом, Жоффруа получил во владение замок Блай и некоторые другие земли.
В 1032 году Альдуин II умер. Согласно средневековым историческим хроникам, он был отравлен своей женой Алейзией. Поэтому герцог Аквитании отстранил её детей от наследования и передал Ангулем Жоффруа.
Первая жена — Петронила, дама д’Аршиак и де Бутвиль (ум. до 24 сентября 1029 года). От неё дети:
- Фульк Тайлефер (ум. 1087), граф Ангулема,
- Гумберга (ум. 1068/1070), муж — Адемар II Лиможский,
- Жоффруа Рудел (ум. после 12 июля 1089), сеньор де Блай,
- Герберга (ум. 1060/1068), муж — Одуэн II, сеньор де Барбезьё,
- дочь, муж — сеньор де Шабанэ,
- Арно (ум. после 1076), сеньор де Монтозье,
- Мейнард (упом. в 1047),
- Гильом (ум. 20.09 1076), с 1040 — епископ Ангулема,
- Адемар (ум. 01.09.1101), с 1076 — епископ Ангулема.

Вторая жена — Асцелина, происхождение не выяснено. Возможно, кто-то из вышеперечисленных детей родился от неё.